# またね
「またね」は、DREAMS COME TRUEの楽曲。41枚目のシングルとして2008年2月27日にNAYUTAWAVE RECORDSより発売された。

## 概要
- アルバム『AND I LOVE YOU』からのリカットシングル。リカットシングルは1998年に発売された『あはは』以来10年振りである。
- カップリングには表題曲のCMJKによるリミックスと、同じくアルバム『AND I LOVE YOU』から「CARNAVAL 〜すべての戦う人たちへ〜」のシングルバージョンが収録。
- 初回プレスにはステッカー、「またね」「CARNAVAL 〜すべての戦う人たちへ〜」メロディー譜面、ブックレット封入。
- CDジャケットのイラストは漫画家の尾田栄一郎が書き下ろしたもので、尾田の作品である『ONE PIECE 』のキャラクターに加え、メンバーの吉田美和と中村正人も描かれている[1]。

## 収録曲
1. またね featuring ルフィ、ナミ、ゾロ、ウソップ、サンジ、チョッパー、ロビン、フランキー、ヒルルク、くれは
  - 作詞：吉田美和、作曲：中村正人・吉田美和、編曲：中村正人
  - 東映系アニメ映画『ONE PIECE　エピソードオブチョッパープラス 冬に咲く、奇跡の桜』主題歌
  - アルバムに収録されたものとの大きな違いは、アニメ『ONE PIECE』に登場する麦わらの一味の8人とヒルルク、くれはが声で参加している点。
  - 『ONE PIECE』の作者である尾田栄一郎からオファーを貰い書き下ろした楽曲である[2]。オファーが来た日に吉田から中村に「頭の中で曲が出来始めてる。』と電話があったといい、この時点で“またね、またね”と詩が鳴り響いていたという。中村の最初のこの曲のアレンジはヒップホップな感じであったが、アレンジしたものを聴いた吉田から却下され、最終的に吉田の頭の中で響いていたロックテイストで重厚な感じにアレンジし直した[3]。
2. またね -CMJK REMIX-
  - 作詞：吉田美和、作曲：中村正人・吉田美和、編曲：中村正人
3. CARNAVAL 〜すべての戦う人たちへ〜 -SINGLE VERSION-
  - 作詞：吉田美和、作曲・編曲：中村正人
  - 2010年ゆめ半島千葉国体・ゆめ半島千葉大会のイメージソング
  - アルバムバージョンとの違いは、イントロ前の吉田美和の声とアウトロ後の人の声がカットされている点である。2016年7月7日に発売された裏ベストアルバム『DREAMS COME TRUE THE ウラBEST! 私だけのドリカム』にはこちらのバージョンが収録されている。

## 収録アルバム
- AND I LOVE YOU (#1,3、2曲とも原曲)
- DREAMS COME TRUE THE BEST! 私のドリカム (#1 ALBUM VERSION)
- DREAMS COME TRUE THE ウラBEST! 私だけのドリカム (#3)